# Дирничи
Дирничи (бел. Дзірнічы) — деревня в Браславском районе Витебской области Беларуси. Входит в состав Тетерковского сельсовета.

## География
Деревня находится в западной части Витебской области, на северо-восточном берегу озера Густаты (Густата), при автодороге Н-2165, на расстоянии приблизительно 19 километров (по прямой) к юго-востоку от города Браслав, административного центра района. Абсолютная высота — 140 метров над уровнем моря. Площадь населённого пункта — 0,8106 км².

## История
По состоянию на 1905 год, в деревне проживало 209 человек (103 мужчины и 106 женщин). В административном отношении входила в состав Иодской волости Дисненского уезда Виленской губернии.
В 1921 году входила в состав гмины Йоды Дисенского повета Виленского воеводства Второй Польской республики. Числилось 184 жителя (81 мужчина и 103 женщины), проживавших в 34 домах. В этническом составе населения того периода поляки составляли 99,5 %, белорусы — 0,5 %. В конфессиональном составе населения преобладали католики (94,6 %), также были представлены иудеи (5,4 %).
До 16 сентября 1960 года деревня входила в состав Иодского сельсовета Шарковщинского района. В 1971 году к Дирничам была присоединена деревня Анополь.

## Население
По данным переписи 2019 года, в деревне проживало 63 человека.
| Год  | Население, человек |
| ---- | ------------------ |
| 1905 | 209                |
| 1921 | ↘ 184              |
| 2009 | ↘ 92               |
| 2019 | ↘ 63               |